# Rheinufer – Urdenbacher Altrhein bei Baumberg
Das Naturschutzgebiet Rheinufer – Urdenbacher Altrhein bei Baumberg liegt auf dem Gebiet der Stadt Monheim am Rhein im Kreis Mettmann in Nordrhein-Westfalen.
Das Gebiet erstreckt sich nordwestlich der Kernstadt von Monheim am Rhein und östlich von Zons entlang des westlich fließenden Rheins. Durch das Gebiet verläuft die Landesstraße L 293. Das Gebiet umschließt das 5,77 ha große Naturschutzgebiet Am Kirberger Loch (Kennung ME-020) und grenzt östlich an das 31 ha große Naturschutzgebiet Urdenbacher Altrhein und Baumberger Aue (Kennung ME-021) an, jeweils auf dem Stadtgebiet von Monheim am Rhein. Weiter nordöstlich schließt sich daran das 323,5 ha große Düsseldorfer Naturschutzgebiet Urdenbacher Kämpen (Kennung D-003) an.

## Beschreibung
Das etwa 77,7 ha große Gebiet wurde im Jahr 1993 unter der Schlüsselnummer ME-044 unter Naturschutz gestellt.
Das Naturschutzgebiet ist ein bedeutender Teil des FFH-Gebiete „Urdenbach-Kirberger Loch-Zonser Grind“ (DE4807-301) und „Rhein-Fischschutzzonen zwischen Emmerich und Bad Honnef“ (DE-4405-301) und somit in das Natura 2000 Biotopnetz eingebunden.
Folgende Lebensraumtypen nach FFH-Richtlinie sind im Gebiet vertreten: Hartholzauenwälder, feuchte Hochstaudenfluren, Fluss mit Schlammbänken und einjähriger Vegetation sowie Laichplätzen, Jungfisch-,
Nahrungs- und Ruhehabitaten für heimische Wanderfische und nicht wandernde Arten.
Das Naturschutzgebiet ist überregional bedeutsam für die Tierarten: Kammmolch, Pirol, Tafelente, Zwergsäger, Gänsesäger, Schwarzmilan, Flussregenpfeifer, Wespenbussard, Abendsegler, Zwergfledermaus, Flussneunauge, Maifisch, Lachs, Bitterling, Steinbeißer, Groppe und Meerneunauge.
Die relativ großflächige Hartholzaue bietet mehreren gefährdeten Vogelarten wertvollen Lebensraum. Hier brüten u. a. Pirol, Nachtigall und Grünspecht. Die Baumweiden und Pappeln dienen dem gefährdeten Kleinspecht als Brutraum. Bemerkenswerte Pflanzenarten des Gebietes sind u. a. das gefährdete Kleine Flohkraut und der Echte Frauenspiegel.

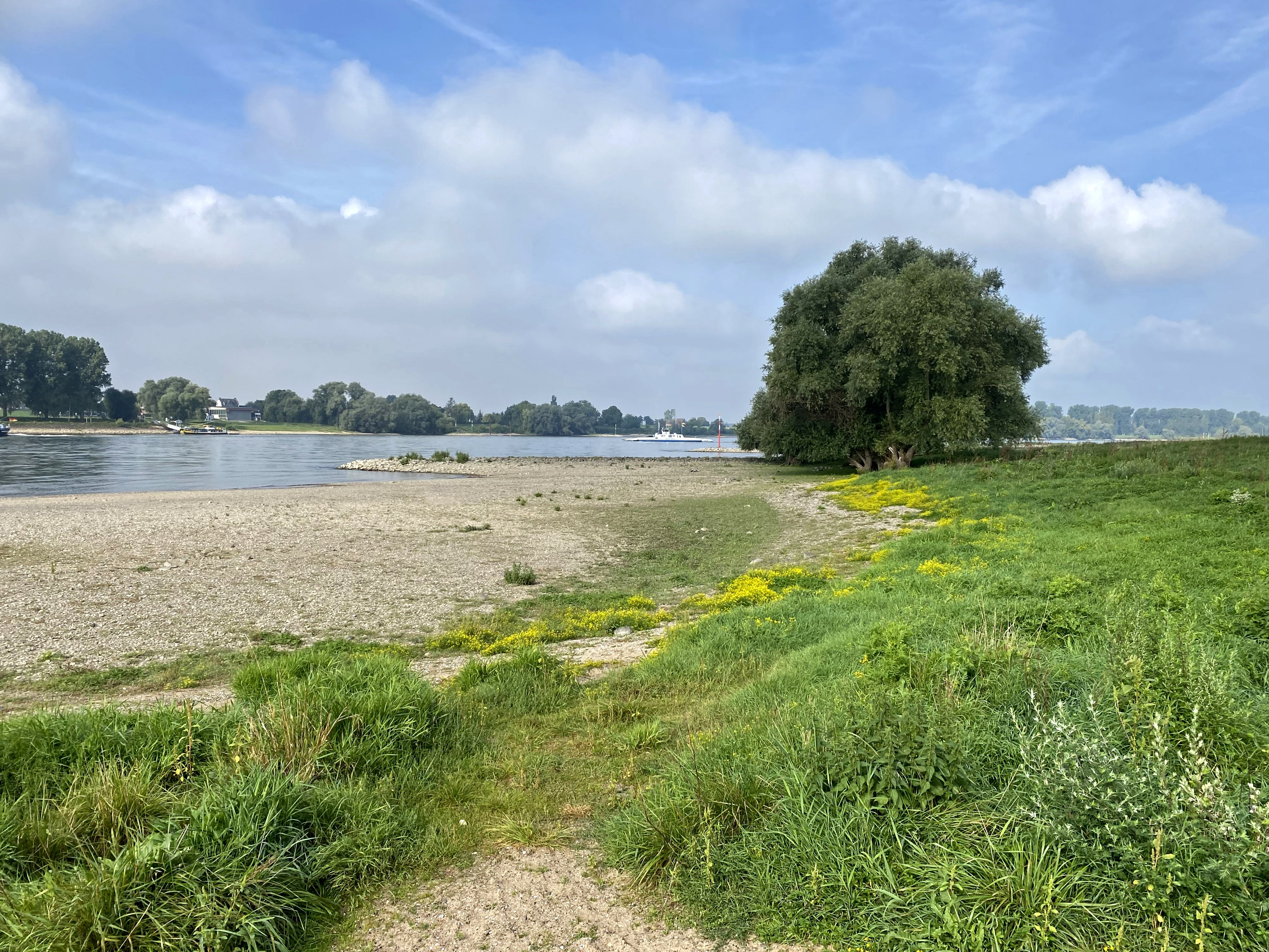
Nördlichster Punkt des NSG _ Blick auf die Fähre Urdenbach – Zons
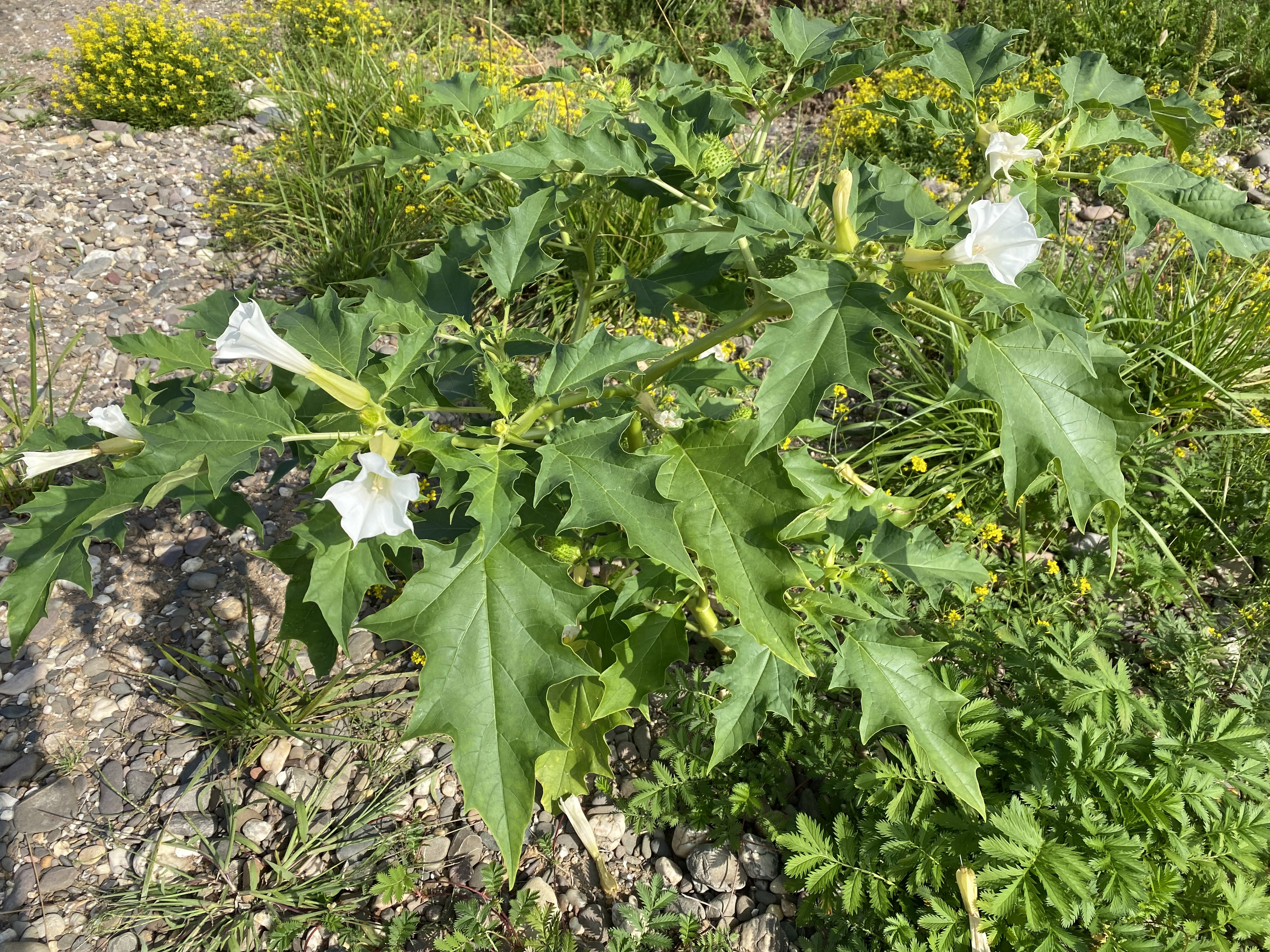
Weißer Stechapfel gedeiht im vollsonnigen Rheinuferkies
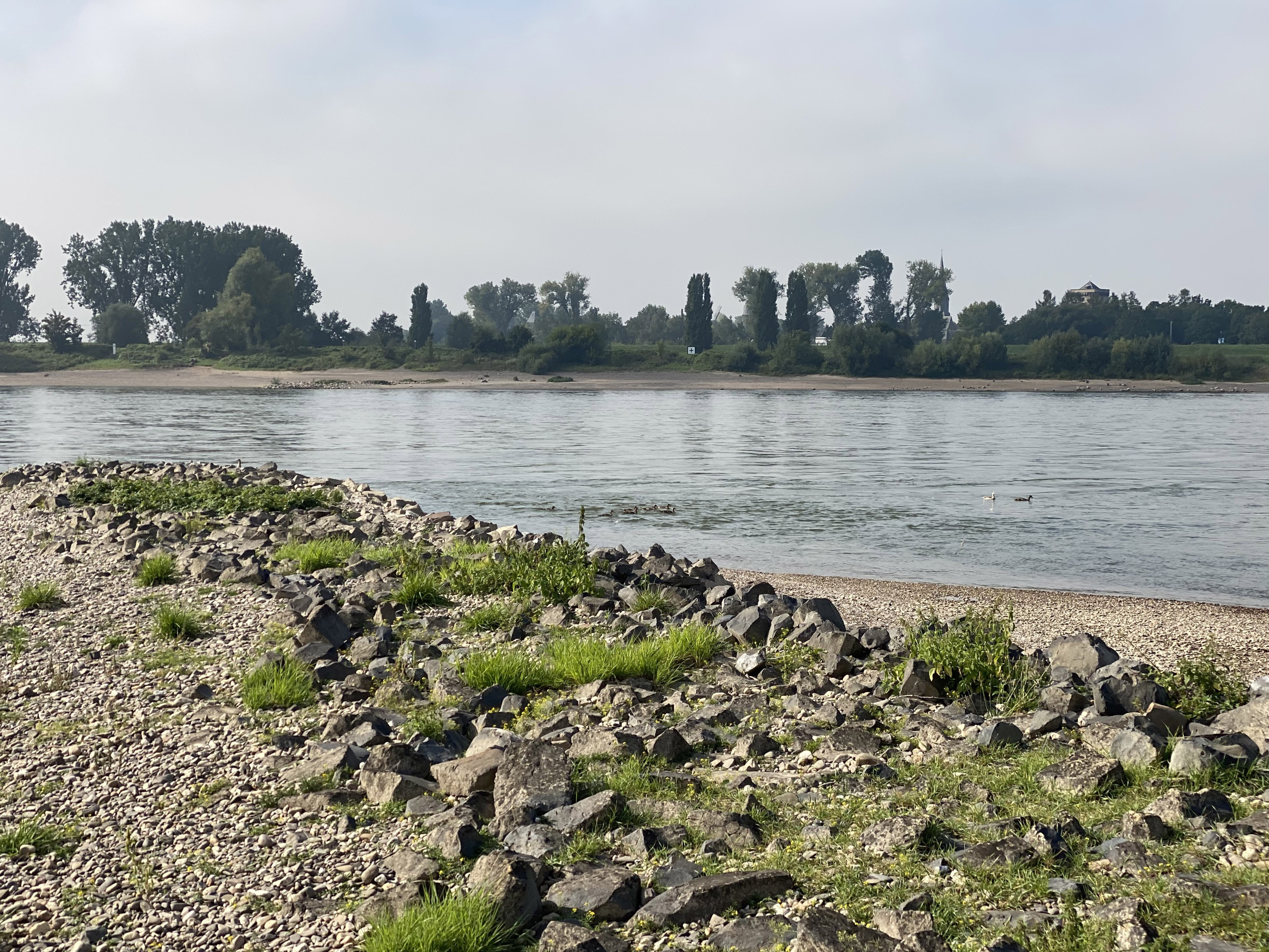
In den Buhnenfeldern finden Enten, Gänse, aber auch Jungfische Ruhe und Rückzugsmöglichkeiten
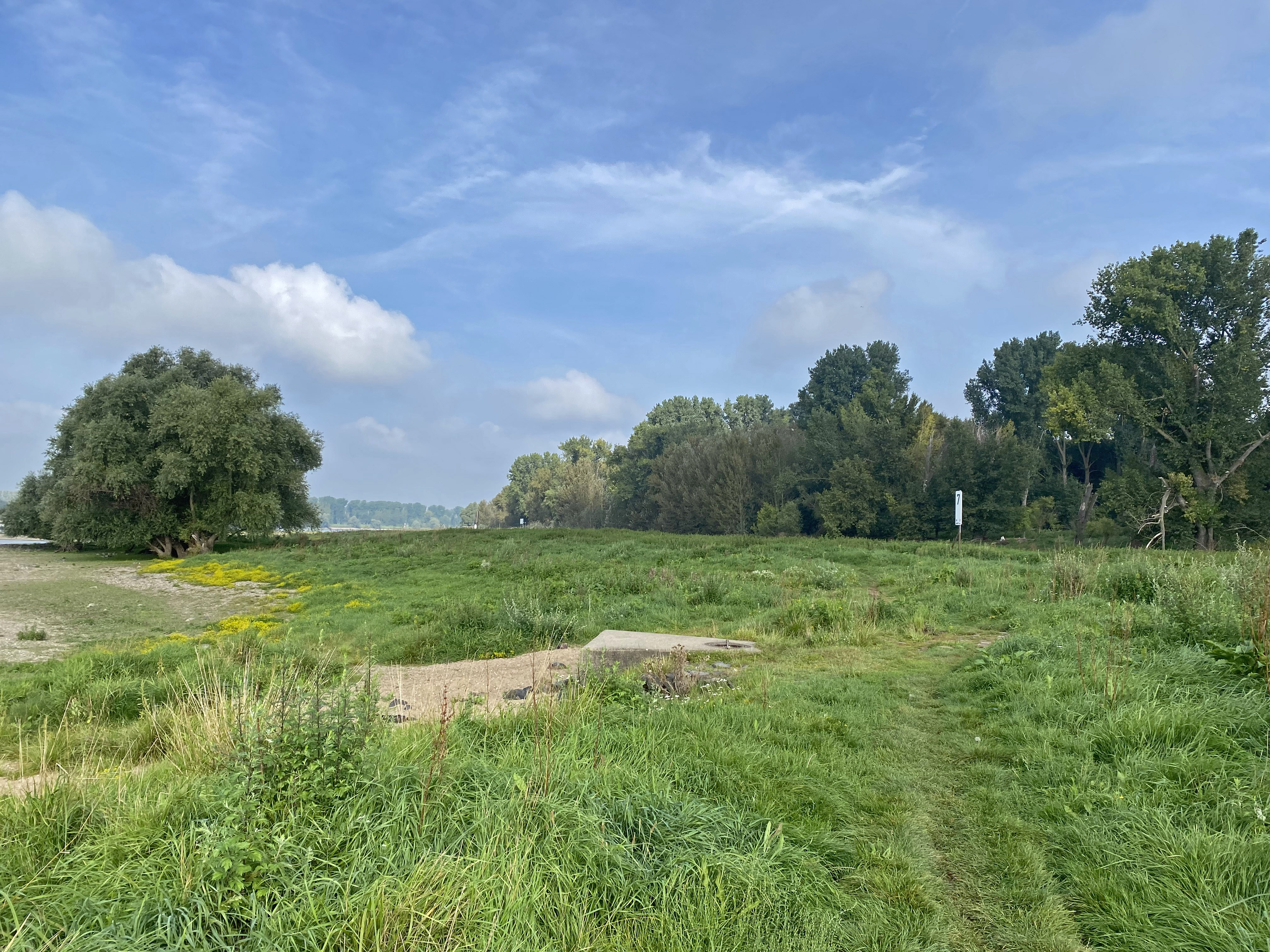
Rheinuferwiese mit Pappeln und Weiden jenseits des Uferdamms
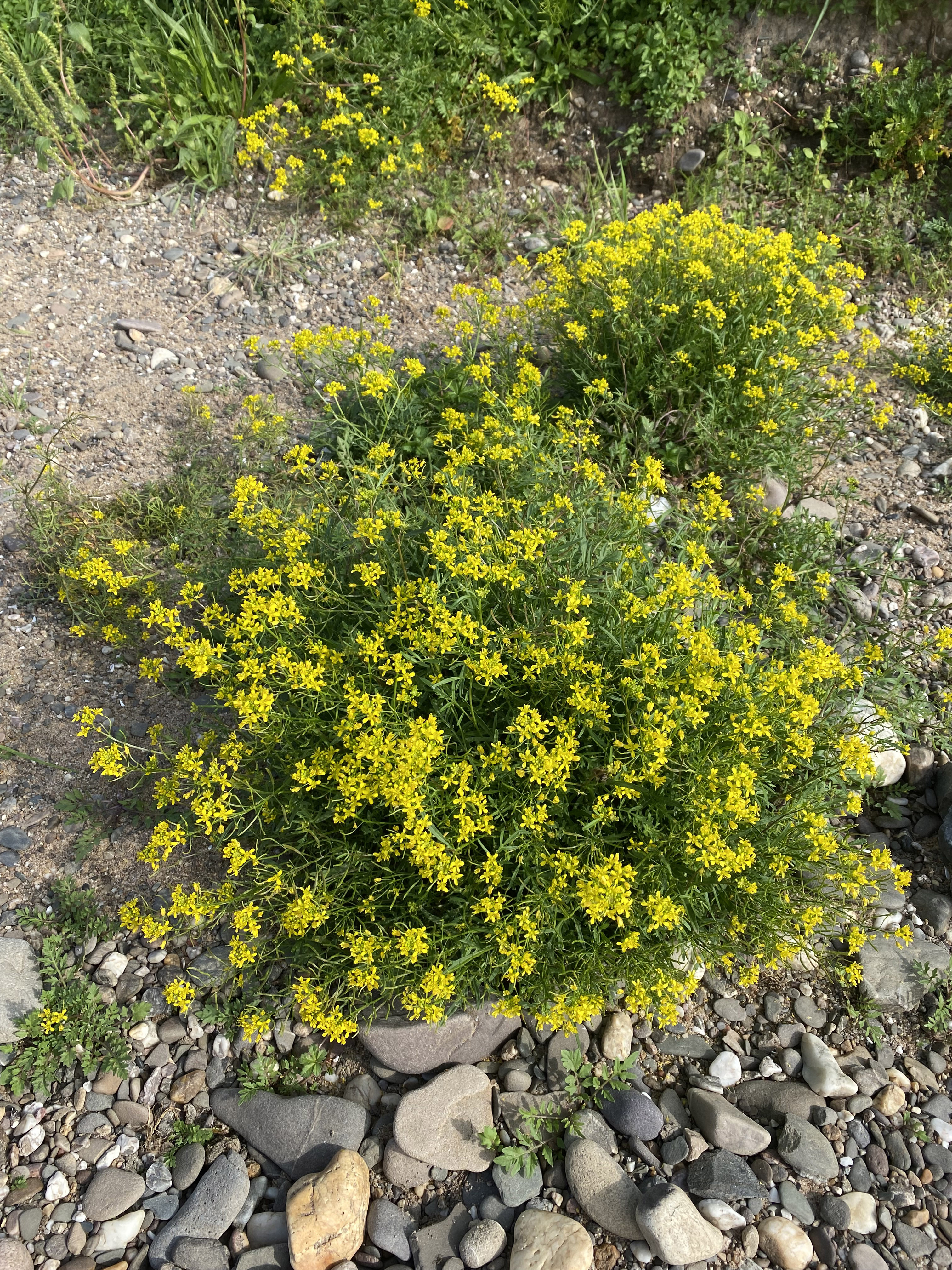
Wilde Sumpfkresse am Rheinufer
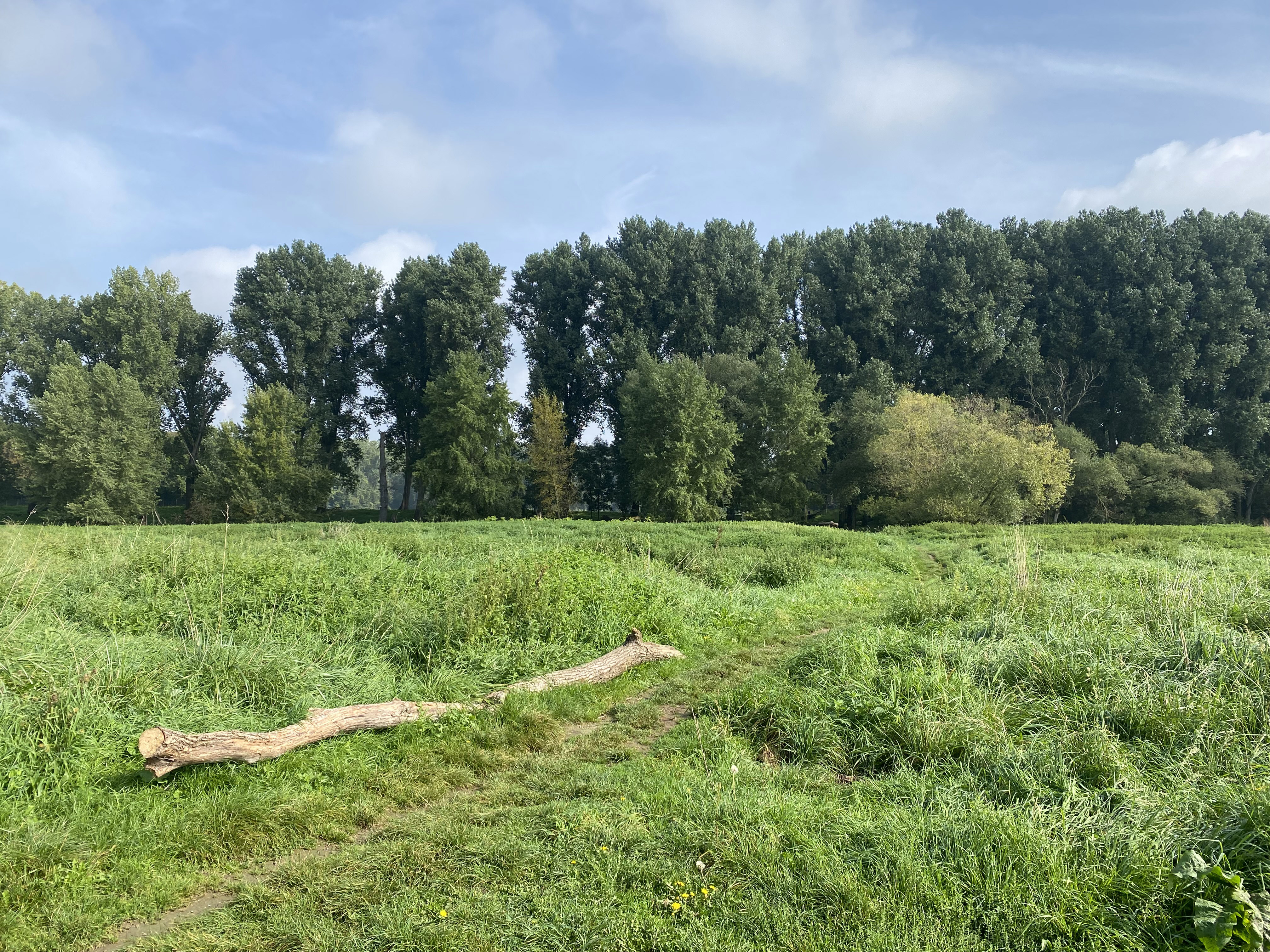
Rheinuferwiesen mit Pappeln und Weiden
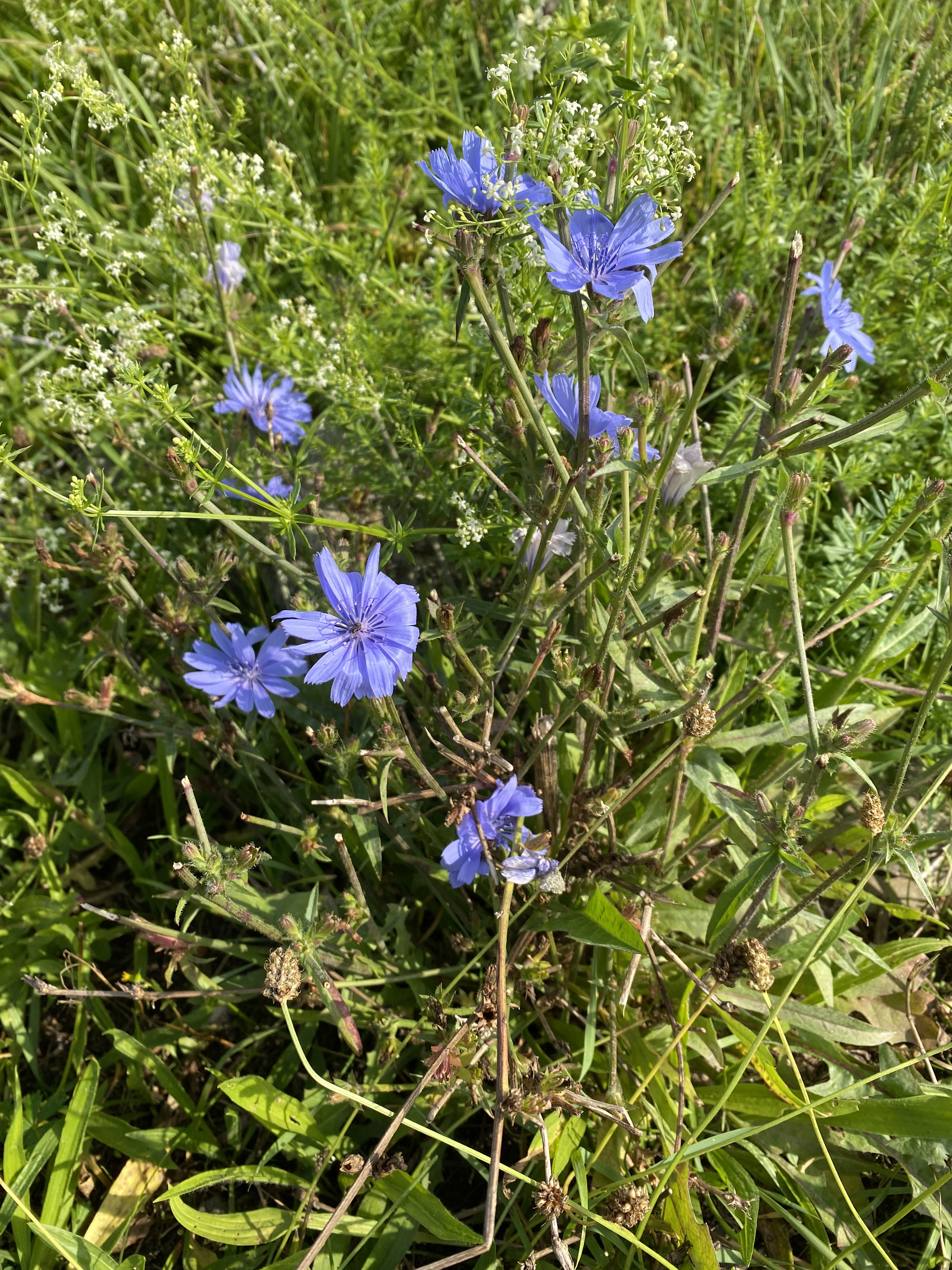
Gewöhnliche Wegwarte (Cichorium intybus) am Rheinufer
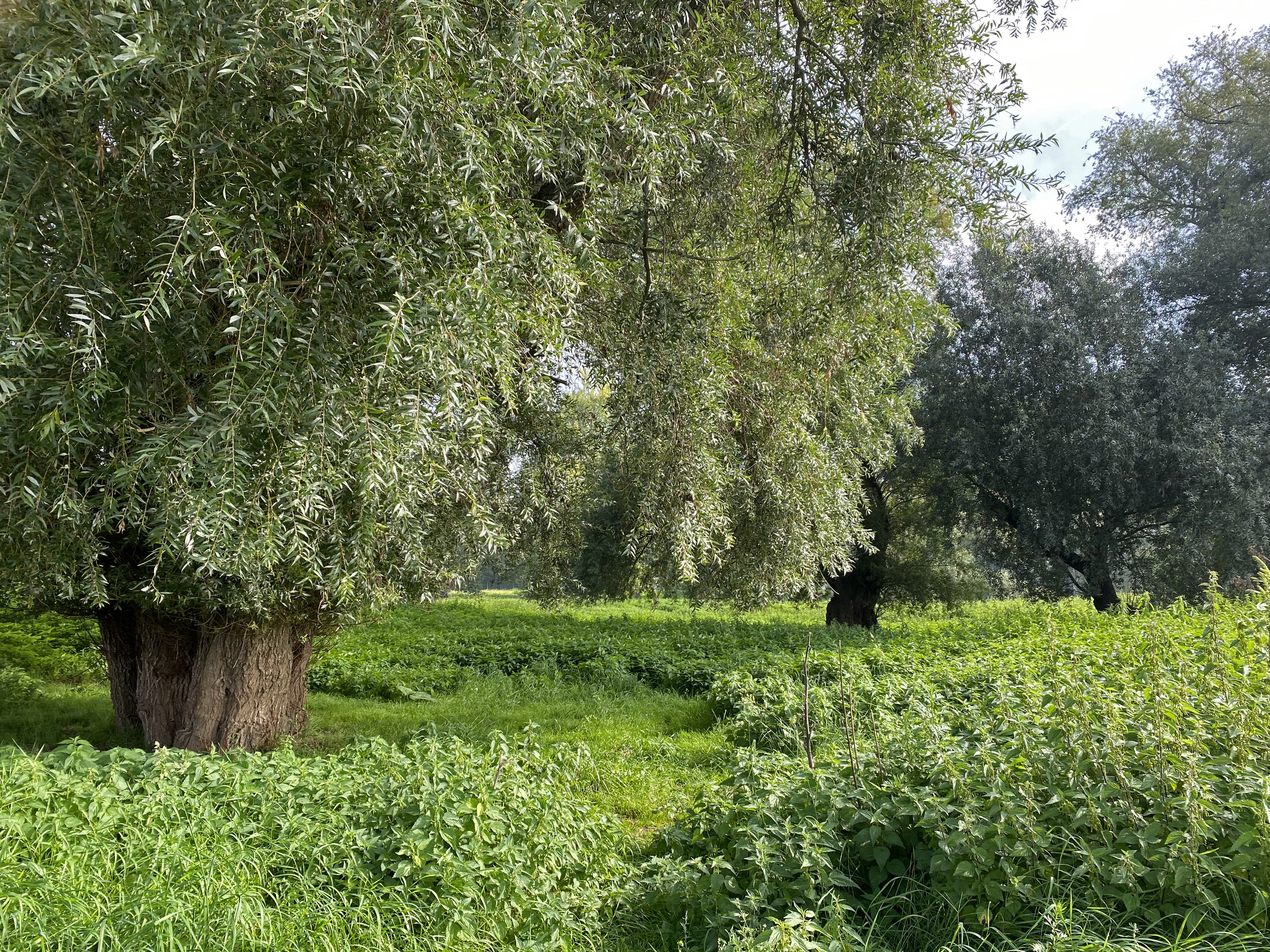
Mächtige Weiden am Rheinufer
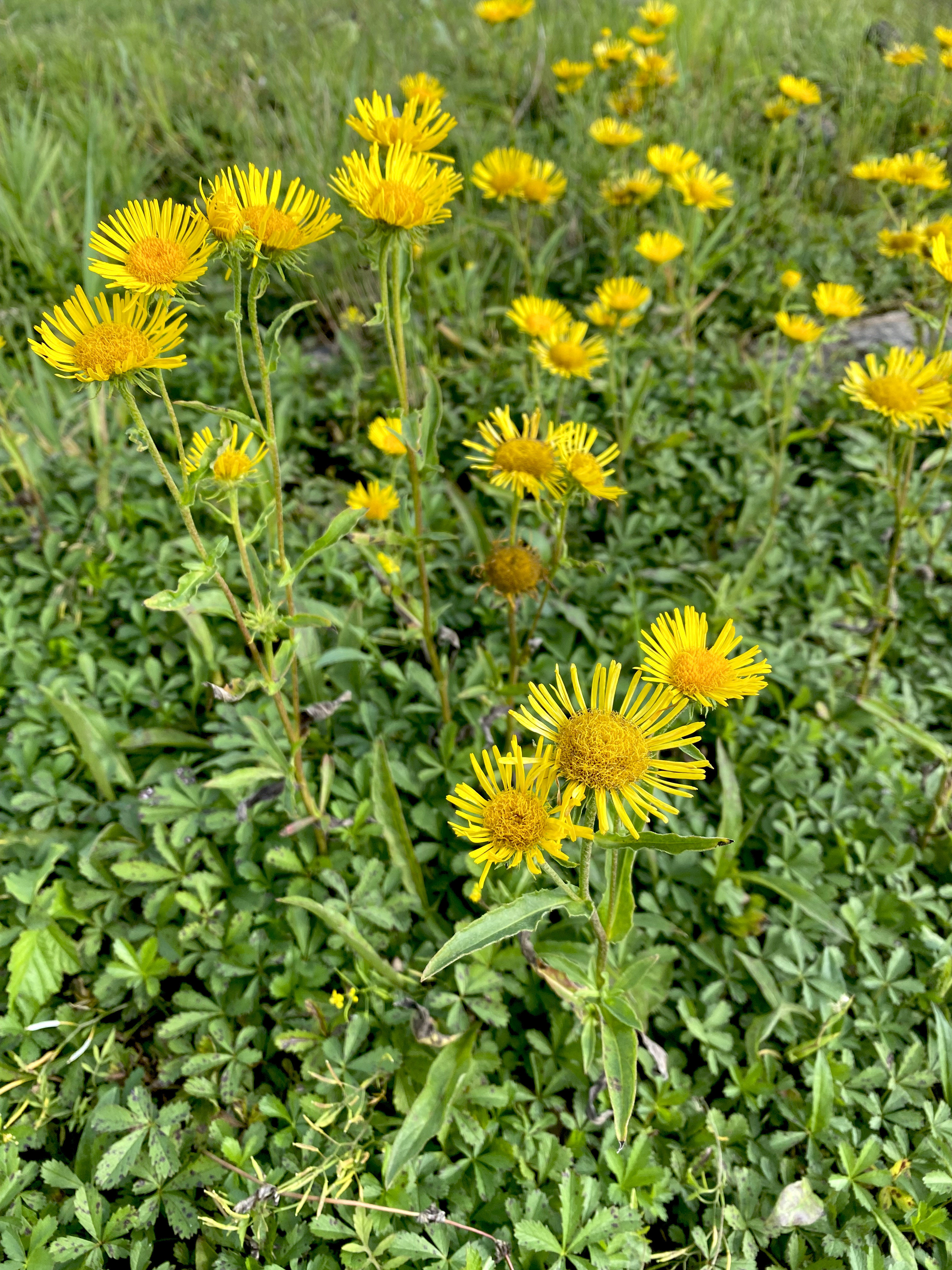
Wiesen-Alant am Rheinufer
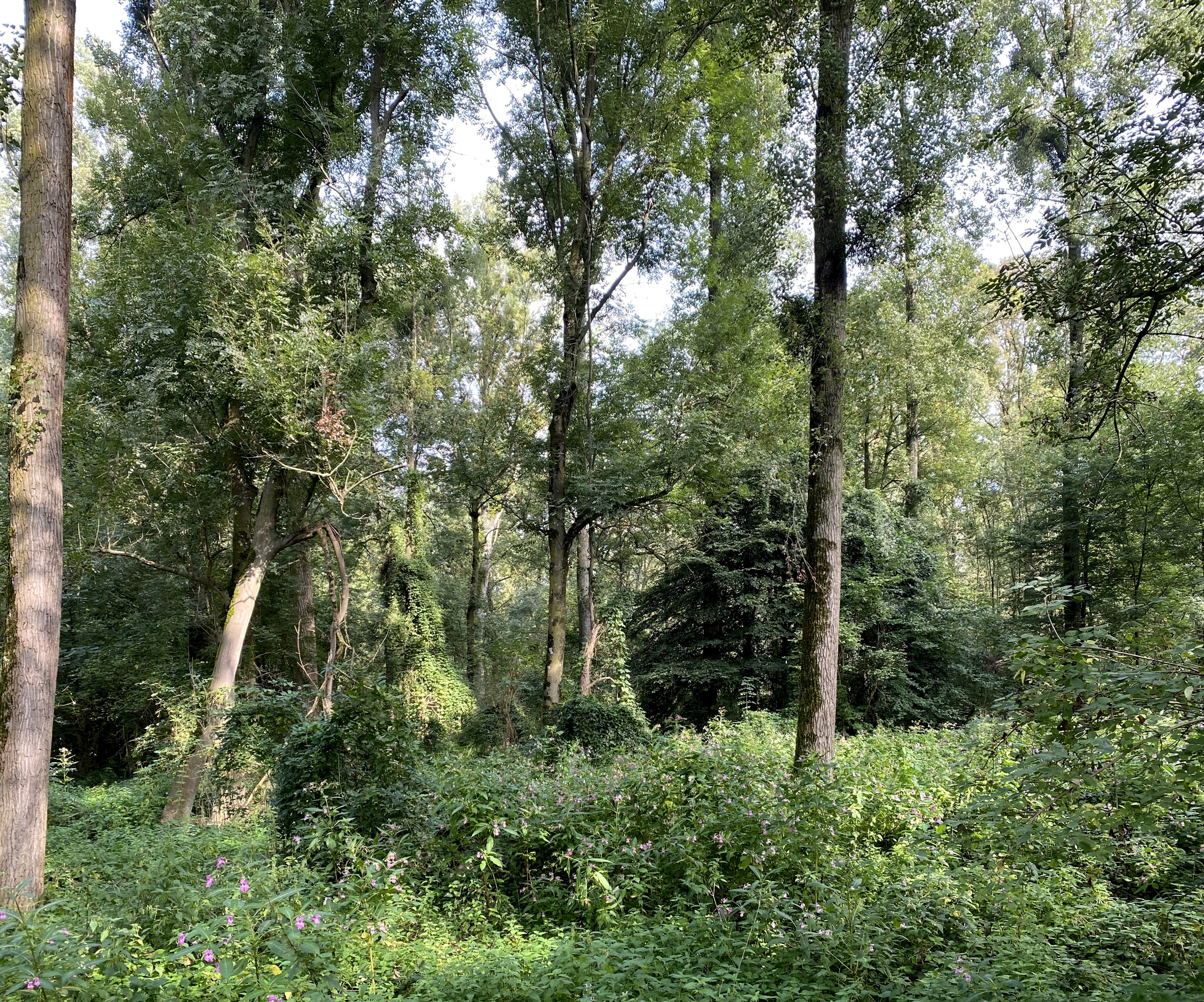
In der Aue – Erlenauwald
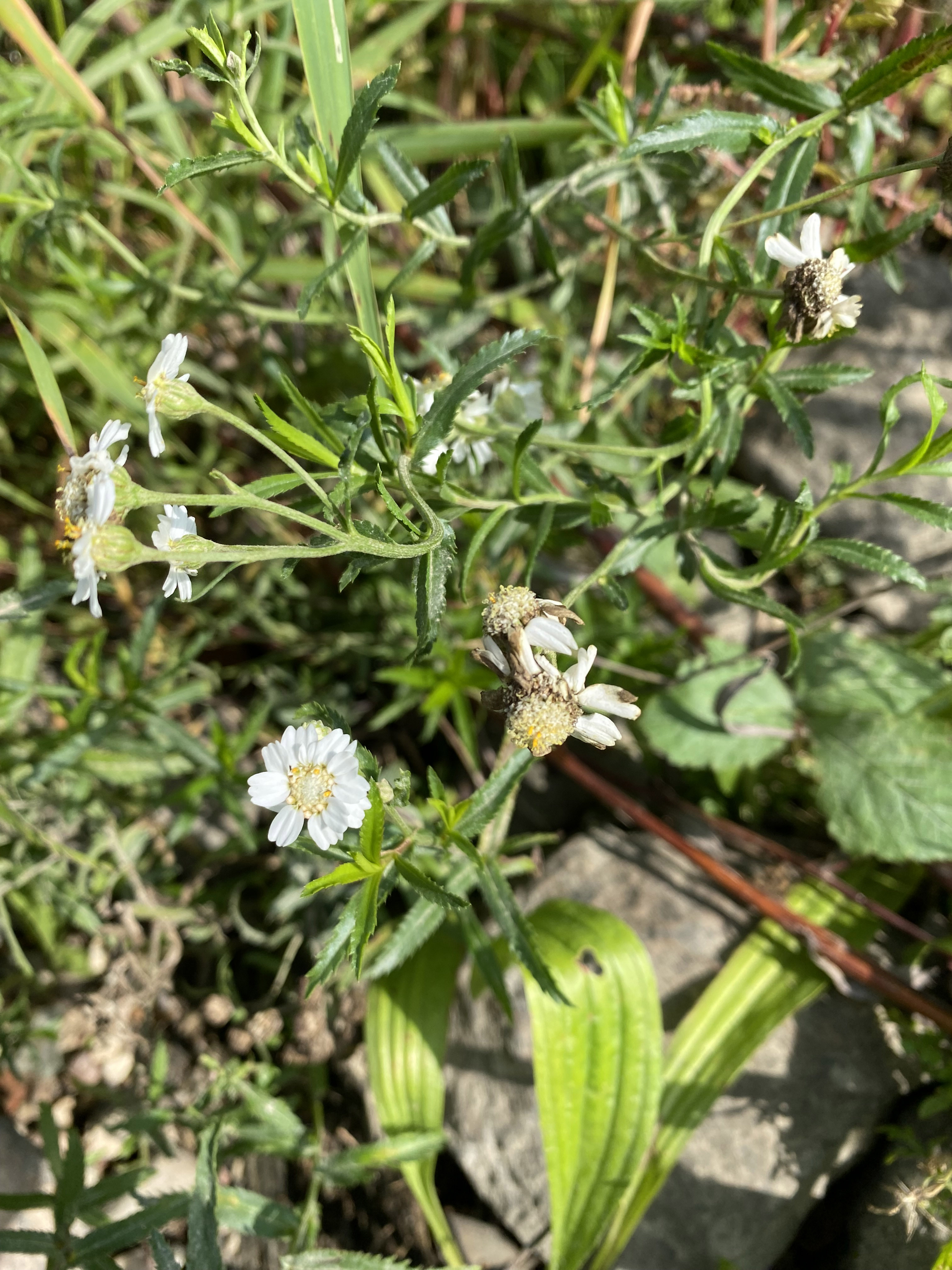
Sumpf-Schafgarbe am Rheinufer
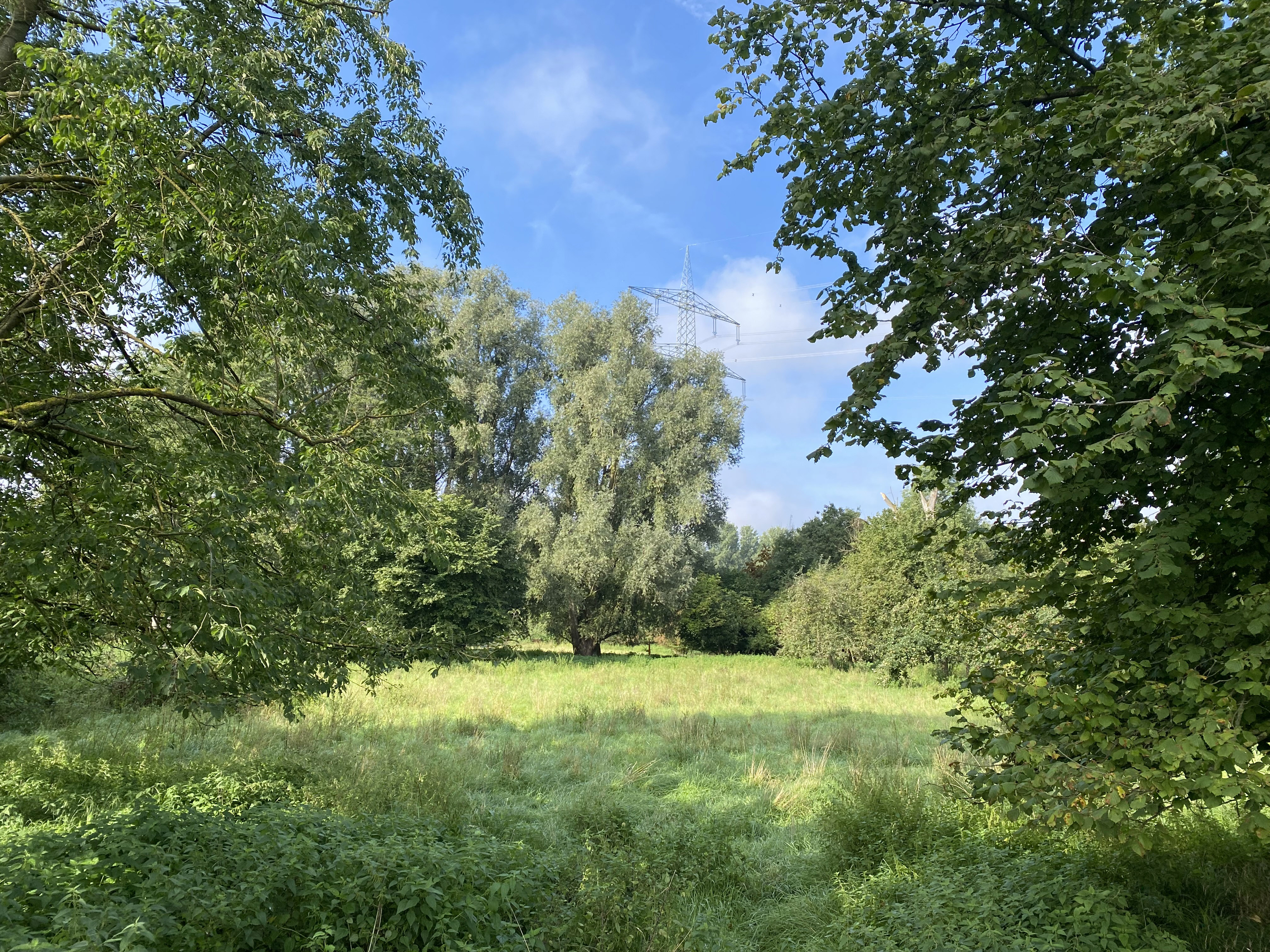
Baumberger Aue